# Арман Емманюель дю Плессі, герцог де Рішельє
Арма́н Емманюе́ль Софій Септіманій де Віньєро́ дю Плессі́, ге́рцог д'Егійо́н, ге́рцог де Фронса́к, герцог де Рішельє́ (фр. Armand Emmanuel Sophie Septemanie de Vignerot du Plessis, duc d'Aiguillon, duc de Fronsac, duc de Richelieu, зросійщене ім'я — Еммануї́л Йо́сипович Рішельє́ (рос. Эммануил Иосифович Ришелье); нар. 14 (25) вересня 1766, Бордо, округ Бордо, Аквітанія, Франція — пом. 17 травня 1822, Париж, Франція) — французький та російський державний діяч, військовик, рояліст. Працював міністром закордонних справ і Прем'єр-міністром Франції, а також першим градоначальником Одеси. Важливою сторінкою його біографії є участь в заселенні степів Причорномор’я та Єлисаветграду. 
Рішельє був прийнятий в королівські драгуни та отримав посаду при дворі Людовика XVI. А з початком Французької революції, емігрував до Російської імперії, де спочатку брав участь у російсько-турецькій війні 1787—1792 років та отримав поранення під час штурму Ізмаїла, а згодом здобув посаду градоначальника Одеси, де працював з 1803 року по 1815 рік, зробивши зі звичайного провінційного містечка, справжній європейський мегаполіс за тодішніми мірками.
Кавалер низки орденів Франції та Російської імперії. Зокрема, кавалер, офіцер та командор ордену Почесного легіону, а також кавалер ордену Святого Георгія IV-го ступеня та ордену Святого Володимира II-го ступеня.

## Життєпис

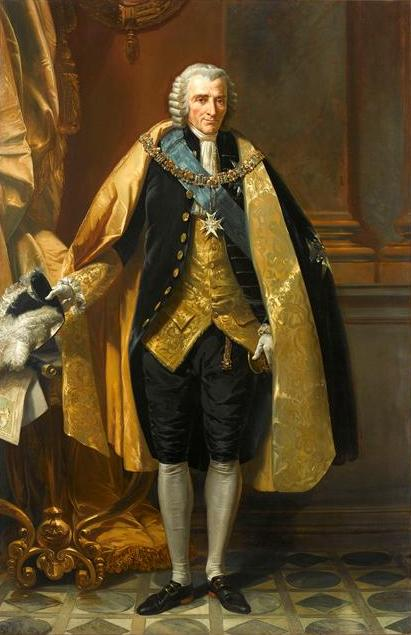
Дід Армана, Луї Франсуа дю Плессі, герцог де Рішельє, що займався його вихованням у дитинстві.

### Перші роки
Арман Емманюель Софія Септіманія де Віньєро дю Плессі народився 25 вересня 1766 року у французькому місті Бордо в Аквітанії в сім'ї Луї Антуана дю Плессі та Аделаїди де Отфор. Він походив з давнього аристократичного роду. Його батько був племінником відомого кардинала Армана Жана дю Плессі, дюка де Рішельє. Початкову освіту хлопчик здобув вдома під керівництвом абата де Лабдана, а згодом — у Колегії дю Плесі, заснованій ще самим кардиналом де Рішельє. Коли юнаку виповнилося п'ять років у нього померла мати і його вихованням зайнявся дід Армана — Луї Франсуа, що був членом Французької академії, а також був другом Вольтера. Окрім того, вихованням юнака також займалися його тітки — де Нестлер і де Растіга.

### Російська імперія
1784 року Арман став молодшим офіцером драгунського полку. Згодом герцогу довелося поїхати з Франції. Він опинився у Відні, де познайомився з Луї Олександром Андро де Ланжерон та Шарлем Жозеф де Лінєм. Саме під час цієї зустрічі молоді люди вирішили узяти участь у російсько-турецькій війні 1787—1792 років, через що поїхали до Бендерів, де потрапили у розташування князя Григорія Потьомкіна.
У ході російської компанії під час війни де Рішельє брав участь у штурмі Ізмаїла 1790 року, де був поранений. За це після битви, яку виграла російська армія, Арман Еммануель був нагороджений золотою шпагою, а також орденом Святого Георгія IV-го ступеня.
Після подій Французької революції герцог був вимушений покинути батьківщину й переїхав до Російської імперії. У той же час, переїхавши у нову державу він почав стрімку кар'єру при імператриці Катерини II. Так майже відразу після переїзду до нової держави він отримав аудієнцію в імператриці, яка тривала понад годину. Після того, зокрема, де Рішельє почав військову службу у Гатчині. Там же, під час служби француз познайомився з онуком імператриці — Олександром.
Наступні роки Арман неодноразово ще приїжджав до Франції, а потім повертався до Росії. За цей час син Катерини, імператор Павло I, помер і Рішелє приїхав до імперії з нагоди сходження на престол свого друга, Олександра I. Той же, у свою чергу, допоміг Арману повернути своє майно, під час листування з Наполеоном Бонапартом. Після переговорів, у лютому 1802 року сторони дійшли згоди і герцог повернувся у Париж. Однак, Бонапарт зажадав від Армана присягнути Французькій Республіці, на що де Рішельє відповів відмовою і повернувся у Російську імперію.
Після переїзду Рішельє, 9 березня 1803 року, був підвищений у ранзі до генерал-лейтенанта та був нагороджений орденом Святого Володимира II-го ступеня.

### Одеса
Після переїзду француз поселився у місті Одеса, яке російські війська захопили у ході російсько-турецької війни 1787–1792 років. Герцог поселився у будинку на розі сучасних вулиць Рішельєвської та Ланжеронівської. Окрім Армана у будинку мешкало ще 14 людей: три секретарі, іноземні консули, купці, військові та його вчитель, абат де Лабдан. 8 жовтня 1802 року було видано указ, за яким Новоросійську губернію було поділено на три: Катеринославську, Миколаївську та Таврійську. Одеса опинилася у Миколаївській губернії, але через особливе значення міста йому було відведено власне градоначальництво. 9 березня 1803 року імператор призначив Армана Емманюеля градоначальником міста. Перед приходом герцога на посаду губернатора місто дуже страждало на нестачу води та дерева для опалювання, а доходи Одеси були значно менші за видатки міської влади.
Герцог зумів знайти спільну мову з місцевим населенням, що представляли різні народи: арнаути, болгари, греки, євреї, італійці, козаки, росіяни, українці, французи тощо. Зокрема, ногайці, що жили на цих землях ще у XIV столітті дуже шанували французького чиновника, він вирішив проблему їх розселення й окрім того, у кожному поселені збудував мечеть та будинок для мулли та його сім'ї. Згодом у краї з'явилися перші виноробні підприємства. Завдяки капіталам, що постійно надходили до міста, воно збагатилося багатьма новими гарними будинками, що їх план особисто затверджував градоначальник. У перші роки управління герцога з'явився перший театр, перша міська лікарня, собор, католицька церква та почалося будівництво карантину. Також цей період позначився початком продажу пшениці у великих розмірах до Європи. Так у 1804 році одеські купці заробили трохи більше 3,3 мільйонів російських рублів, що у 4,5 рази більше ніж два роки тому. Велику увагу градоначальник приділяв озелененню міста. Зокрема, під час його управління брат адмірала Хосе де Рібаса, Фелікс, подарував Одесі свій сад.
Місто поступово розвивалося, так за 20 років до 1812 року населення збільшилося у 100 разів і становило 20 тисяч осіб  (тобто 1803 року було крихітним селом з населенням лише 200 осіб, попри що йому було призначено градоначальника). Однак саме того року в Одесі, як і в усій Новоросії спалахнула одна з найстрашніших хвороб людства — чума і це при тому, що країна почала війну із Францією у ході Наполеонівських війн. Першими померлими виявилися артисти італійської трупи, що були на гастролях в Одесі. Вони померли наприкінці липня 1812 року, однак правильний діагноз було встановлено лише через місяць спеціальною комісією, що її зібрав де Рішельє. Хвороба невблаганно розширювалася, так до листопада того ж року у місті померло, близько 1720 осіб, а випадки смертності через чуму охопили увесь регіон від Бессарабії аж до Кубані. У результаті цих подій у місті було введено загальний карантин: пересування було заборонене без спеціальних пропусків, а місто було поділено на спеціальні ділянки. Однак, серед найбідніших жителів, ці заходи мало хто дотримувався. Тоді міська влада вирішила спалювати заражені будинки з усіма скарбами. Особливо хвороба не вчухала у районі Карантинного та Військового узвозів. І тільки у лютому 1813 року Одеса позбулася чуми і була оголошена «благополучним містом». Усього під час епідемії загинуло 2656 осіб, себто кожен 10-й, а одужало від хвороби лише 675 осіб. Усі померлі були поховані у братській могилі, що зветься «Чумна гора».
Під кінець управління Рішельє Одесою населення міста зросло до 35 тисяч осіб, що у п'ять разів більше ніж 10 років тому. Кількість будинків зросла до 2,6 тисячі, а також постійно зводилися нові. Торговельний обіг усіх портів Чорного та Азовського морів становив 45 мільйонів російських рублів на рік, 25 з яких припадало на одну тільки Одесу. Митні збори становили близько 2 мільйонів на рік, що у сотні раз більше ніж 15 років тому. Ім'ям герцога названі в Одесі Рішельєвська вулиця, Рішельєвський ліцей, Дюківський парк, що колись належав Арману-Еммануелю, а також споруджено пам'ятник на його честь.
Як Новоросійський генерал-губернатор під час війни з Османською імперією забезпечував війська харчами, різними припасами. При цьому у 1806 року Рішельє особисто командував корпусом у складі Дунайської армії Івана Міхельсона. У березні 1807 року наказав відселив з південного узбережжя Кримського півострова усіх кримських татар, оскільки побоювався повстання та висадки османського десанту. Разом з тим Рішельє не допустив прийняття плану адмірала Івана Траверсе щодо депортації кримських татар з півострова та заселення його молдованами, болгарами та відставними російськими солдатами. Але вже у травні 1806 року Рішельє скасував цей наказ і дозволив татар повернутися до свої помешкань. Також не дозволив виселення ногайських татар з Приазов'я у внутрішні губернії. 1809 року домігся повернення кримським татарам 10 тис. коней, які були конфісковано за наказом І.Траверсе.
Разом з тим він взявся облаштовувати порти, митниці, поштові контори та контори для обміну грошей, суди, а також будувати карантини, дотримуючись протекційної політики через податкові пільги і сприяючи поселенню іноземних купців. Діяльність А. Е. Рішельє щодо залюднення й освоєння цілинних земель чорноморського узбережжя підданими інших держав була спрямована на поліпшення умов праці й проживання колоністів, які осушували болота, зрошували угіддя. А. Е. Рішельє засновував орендні господарства замість великих поміщицьких. На державні кошти скупив 72 тис. дес. землі для поселення колоністів. На керівні посади запрошував переважно іноземців, які мали європейські навики в урядуванні, торгівлі, шкільництві.
Створив регіональну систему пільг і привілеїв, зокрема, звільнення 1808 року мешканців Херсона і Одеси, від військового постою.

### Прем'єр-міністр у Франції
Рішельє повернувся до Франції у 1814 році після реставрації Бурбонів і обіймав пост прем'єр-міністра у 1815—1818 і 1820—1821 роках. Його характер і його походження зробили його заступником монарха. Як особистий друг російського царя, він був також корисною фігурою у діалогах з переможцями. Брав участь у Віденському (1814/15) і Аахенському конгресі (1818 р.) країн переможців над Францією. Завдяки його зусиллям із Франції були виведені окупаційні війська, знижено суму репарацій з 700 млн до 265 млн франків і укладено домовленість між країнами-переможцями про підтримку монархії у Франції і військове втручання у випадку революційних подій. У внутрішній політиці він намагався обмежити діяльність ультраправих. Пішов у відставку у грудні 1821 р. через політичні напади з боку ліберальних та ультра-реакційних сил у парламенті. До кінця днів мав стосунки з Дезіре Кларі.
Помер 17-го травня 1822 року від апоплексичного удару. Його титул успадкував небіж Арман Франсуа Одет Шапель де Жуміак.

## Генеалогія

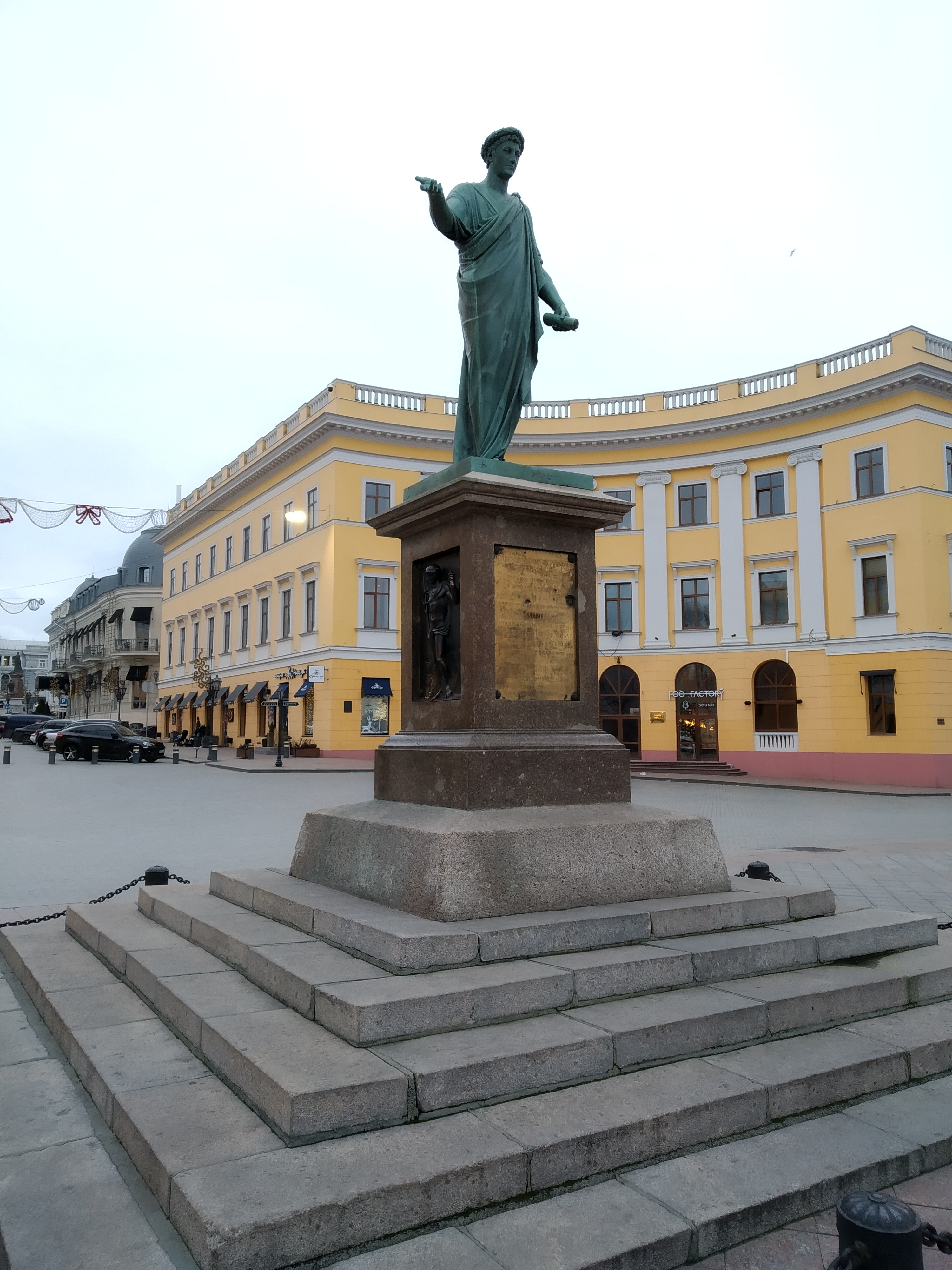
Пам'ятник Арману де Рішельє

## Пам'ять
Пам'ятник Арману де Рішельє в Одесі.
Вулиця Рішельєвська в Одесі, Херсоні. 